# Saint-Pierre-Canivet
Saint-Pierre-Canivet és un municipi francès situat al departament de Calvados i a la regió de Normandia. L'any 2007 tenia 359 habitants.

## Demografia

### Població
El 2007 la població de fet de Saint-Pierre-Canivet era de 359 persones. Hi havia 131 famílies de les quals 33 eren unipersonals (4 homes vivint sols i 29 dones vivint soles), 41 parelles sense fills i 57 parelles amb fills.
La població ha evolucionat segons el següent gràfic:
Habitants censats

### Habitatges
El 2007 hi havia 153 habitatges, 136 eren l'habitatge principal de la família, 6 eren segones residències i 10 estaven desocupats. Tots els 153 habitatges eren cases. Dels 136 habitatges principals, 117 estaven ocupats pels seus propietaris, 16 estaven llogats i ocupats pels llogaters i 3 estaven cedits a títol gratuït; 5 tenien tres cambres, 46 en tenien quatre i 85 en tenien cinc o més. 112 habitatges disposaven pel capbaix d'una plaça de pàrquing. A 49 habitatges hi havia un automòbil i a 74 n'hi havia dos o més.

### Piràmide de població
La piràmide de població per edats i sexe el 2009 era:
| Homes | Edats   | Dones |
| ----- | ------- | ----- |
| 0     | 95 o +  | 0     |
| 0     | 90 a 94 | 0     |
| 0     | 85 a 89 | 8     |
| 0     | 80 a 84 | 4     |
| 12    | 75 a 79 | 8     |
| 4     | 70 a 74 | 4     |
| 16    | 65 a 69 | 12    |
| 4     | 60 a 64 | 12    |
| 0     | 55 a 59 | 4     |
| 16    | 50 a 54 | 4     |
| 12    | 45 a 49 | 20    |
| 20    | 40 a 44 | 20    |
| 8     | 35 a 39 | 8     |
| 12    | 30 a 34 | 16    |
| 12    | 25 a 29 | 8     |
| 8     | 20 a 24 | 4     |
| 28    | 15 a 19 | 12    |
| 16    | 10 a 14 | 8     |
| 20    | 5 a 9   | 20    |
| 4     | 0 a 4   | 0     |

## Economia
El 2007 la població en edat de treballar era de 229 persones, 179 eren actives i 50 eren inactives. De les 179 persones actives 164 estaven ocupades (91 homes i 73 dones) i 14 estaven aturades (8 homes i 6 dones). De les 50 persones inactives 12 estaven jubilades, 22 estaven estudiant i 16 estaven classificades com a «altres inactius».

### Ingressos
El 2009 a Saint-Pierre-Canivet hi havia 145 unitats fiscals que integraven 396,5 persones, la mediana anual d'ingressos fiscals per persona era de 19.133 €.

### Activitats econòmiques
Dels 10 establiments que hi havia el 2007, 1 era d'una empresa extractiva, 4 d'empreses de construcció, 1 d'una empresa de comerç i reparació d'automòbils, 1 d'una empresa d'hostatgeria i restauració, 1 d'una empresa immobiliària i 2 d'entitats de l'administració pública.
Dels 5 establiments de servei als particulars que hi havia el 2009, 1 era un taller de reparació d'automòbils i de material agrícola, 1 fusteria, 2 lampisteries i 1 agència immobiliària.
L'any 2000 a Saint-Pierre-Canivet hi havia 8 explotacions agrícoles.

## Equipaments sanitaris i escolars
El 2009 hi havia una escola elemental integrada dins d'un grup escolar amb les comunes properes formant una escola dispersa.

## Poblacions més properes
El següent diagrama mostra les poblacions més properes.